# Albert Einstein Memorial
O Albert Einstein Memorial é uma monumental estátua de bronze representando Albert Einstein sentado com papéis manuscritos na mão. Está localizada no centro de Washington, D.C., Estados Unidos, em um arvoredo no canto sudoeste da área do National Academy of Sciences, próximo ao Memorial aos Veteranos do Vietnã.
A estátua foi esculpida por Robert Berks em 19 seções e, depois, soldadas juntas. Pesa 3,2 toneladas e, posta em pé, teria 6,4 m de altura. A estátua está assentada em uma arquibancada de granito branco.

## Descrição
Gravado como se escrito à mão sobre os documentos da mão esquerda da estátua estão três equações, resumindo três dos importantes avanços científicos de Einstein.
Três citações textuais de Einstein, em inglês, estão impressas em painéis informativos nas proximidades, e inscritos na parte de trás da arquibancada de granito. Estas poderiam ser traduzidas da seguinte forma:
- "Enquanto eu tenha possibilidade de escolher, viverei apenas em um país onde a liberdade civil, tolerância e igualdade de todos os cidadãos prevaleça diante da lei".

- "Alegria e espanto da beleza e grandiosidade deste mundo que o homem pode apenas formular uma fraca noção…"

- "O direito de buscar pela verdade implica também um dever; uma pessoa não deve ocultar qualquer parte do que uma pessoa tenha reconhecido em ser verdade."